# Georgian-Bay-Islands-Nationalpark
Der Georgian-Bay-Islands-Nationalpark (englisch Georgian Bay Islands National Park of Canada, französisch Parc national du Canada des Îles-de-la-Baie-Georgienne) ist ein 1929 gegründeter kanadischer Nationalpark, im Severn Sound, einem Arm der Georgsbucht des Huronsees. Der Park umfasst hauptsächlich die Inseln vor der Küste der Gemeinde Georgian Bay in der kanadischen Provinz Ontario und hat eine Fläche von rund 14 km². Er wird von Parks Canada, einer Crown Agency (Bundesbehörde), verwaltet.

## Geographie
Der Park besteht aus 63 kleinen Inseln und bildet einen Ausschnitt aus dem weltgrößten Süßwasser-Archipel, der aus insgesamt etwa 30.000 Inseln besteht. Die größte Insel im Park ist Beausoleil Island. Die Geologie des Parks ist geprägt durch seine Lage am Rand des Kanadischen Schildes.

## Bedeutung
Bei dem Park handelt es sich um ein Schutzgebiet der IUCN-Kategorie II (National Park). Weiterhin ist er Bestandteil des im Jahr 2004 eingerichteten Biosphärenreservates Georgian Bay Littoral.
Die Insel Beausoleil Island selber wurde im Jahr 2011 unabhängig vom Gesamtpark für ihre Bedeutung in der Kultur der Anishinaabeg eigenständig zu einer National Historic Site of Canada erklärt.
Das Landschaftsbild prägen vom Wind zerzauste Weymouth-Kiefern und kahle Felsen, die die Künstlergruppe der Group of Seven zu Bildern inspirierte, die diese Gegend in der kanadischen Öffentlichkeit bekannt machte.